# Gertrude Emerson Sen
Gertrude Emerson Sen (Lake Forest, 6 de mayo de 1890 – 1982) fue una historiadora, geógrafa y periodista estadounidense, que se convirtió en una de las primeras expertas del siglo XX sobre Asia y fue fundadora de la Sociedad de Mujeres Geógrafas, junto a Marguerite Harrison, Blair Niles y Gertrude Mathews Shelby.

## Trayectoria
Emerson fue hija de Alfred Emerson y nieta de Deborah Hall, que había sido la esposa de Samuel D. Ingham, Secretario del Tesoro del gobierno del presidente de Estados Unidos Andrew Jackson entre 1829 y 1931. Fue también hermana del famoso entomólogo Alfred E. Emerson y algunos historiadores sostienen que fue la nieta de Ralph Waldo Emerson.
Después de enseñar inglés en Japón, Emerson regresó a los Estados Unidos para ser la editora de la revista Asia. En 1920, emprendió una vuelta al mundo que incluyó acrobacias aéreas y espeleología. Finalmente, se instaló en un pueblo en la zona nororiental de la India, se integró en la vida rural y se enamoró de la cultura de su país de adopción. A pesar de no haber nacido allí, Emerson desaprobó con firmeza la intervención de no-indios en los asuntos del subcontinente. El cariño de Emerson por la India se ve reflejado en sus libros: Voiceless India (1944) y Pageant of India's History (1948). 
El 1 de noviembre de 1932, se casó con el científico bengalí Basiswar Sen, uno de los alumnos favoritos del legendario polímata Jagadish Chandra Bose, también cercano al monje Swami Vivekananda y a la escritora Bhagini Nivedita. Emerson y su marido vivieron en el municipio de Almora en el estado de Uttarakhand durante 25 años, y contribuyeron con el avance de la Revolución Verde.

## Obra
- 1921 – De Philippijnen binnenste buiten. G. Kolff.
- 1944 – Voiceless India. The John Day Company. New York.
- 1948 – The pageant of India's history. Longmans, Green. New York.
- 1964 – The story of early Indian civilization. Orient Longmans. Bombay.
- 1965 – Cultural unity of India. Publicación del Ministerio de Información del Gobierno de la India.